# Holcobius frater
Holcobius frater är en skalbaggsart som beskrevs av Perkins 1910. Holcobius frater ingår i släktet Holcobius och familjen trägnagare. Inga underarter finns listade i Catalogue of Life.